# Máis Galiza
Máis Galiza (Más Galicia) (+G), antes llamada Máis BNG o +BNG, fue un partido político español, creado originalmente como corriente interna del Bloque Nacionalista Galego en 2009 y del que se escindió en 2012. Su creación se llevó a cabo por independientes del BNG y miembros del Colectivo Socialista, Partido Nacionalista Galego-Partido Galeguista, Esquerda Nacionalista e Inzar, en un congreso realizado en marzo de 2012. En junio de ese año se integró en Compromiso por Galicia, en cuyo congreso constituyente se disolvieron los partidos internos para fundar una organización única de militancia individual.
Entre sus miembros más destacados han figurado Anxo Quintana, Carlos Aymerich, Teresa Táboas, Luís Barcia, Manuel Antelo, Santi Domínguez, Xoán Bascuas y Antón Reixa. Su rama juvenil se constituyó el 13 de noviembre de 2010 con el nombre de Mocidade Nacionalista Galega.

## Historia
La corriente surge en primavera de 2009, y en ella se agrupan militantes del BNG, que tras la disolución del gobierno bipartito del PSdG y el BNG tras las elecciones al Parlamento del 1 de marzo de 2009, pretenden acometer una renovación profunda del discurso y de la acción política del BNG, así como ampliar la base social del BNG.
En la Asamblea Nacional Extraordinaria celebrada por el BNG el 10 de mayo de 2009, +BNG presentó una lista al Consello Nacional encabezada por Carlos Aymerich, diputado por el BNG en el Parlamento de Galicia y exdiputado en el Congreso, que obtuvo finalmente 18 representantes de los 50 totales. Asimismo, en la elección de la Ejecutiva Nacional, la lista encabezada por Carlos Aymerich y auspiciada por +BNG obtuvo 969 votos (44,9 %) y 7 representantes, frente a los 1189 votos (55,1 %) y 8 representantes que obtuvo la lista promovida por UPG y encabezada por Guillerme Vázquez, siendo elegido este último portavoz del BNG finalmente.
En julio de 2009, Máis Galiza hace su presentación pública y acuerda profundizar en la renovación del BNG con un discurso, en su opinión, actualizado a la realidad de la sociedad gallega del siglo XXI a partir de la experiencia adquirida por los nacionalistas en el Gobierno gallego entre 2005 y 2009 y en los ayuntamientos, desarrollando un trabajo político orientado a incrementar la presencia del Bloque Nacionalista Galego en la sociedad gallega y a definir un mensaje político a su entender más atractiva que actualmente muestra el BNG, sustentada en la concepción de Galicia como una nación y en el carácter transformador del nacionalismo gallego. El 21 de noviembre del 2009 se constituyó definitivamente como corriente dentro del BNG.
Sus planteamientos políticos aspiran a centrarse en incrementar el bienestar y la calidad de vida de las mayorías sociales de Galicia, a conseguir la plena normalización de la lengua y de la cultura gallega y a generar desarrollo basado en el crecimiento económico con políticas de redistribución, en la conservación de en medio ambiente y en el progreso social.
Durante la XI Asamblea Nacional de Galiza Nova, la rama juvenil de +G presentó una ponencia llamada Entre todos, Galiza Nova poniendo como referentes para Galicia "las democracias escandinavas". Frente a esta propuesta, la Asamblea escogió finalmente la presentada por la Unión da Mocidade Galega, que señalaba los regímenes políticos vigentes en Cuba, Venezuela, Bolivia y Ecuador como modelos políticos a aplicar en Galicia.
Los días 28 y 29 de enero de 2012 se celebró en Santiago de Compostela la XIII Asamblea Nacional del BNG, en la que se eligió la dirección del partido, así como su portavoz nacional y su candidato a la Junta. Se presentaron tres listas: Alternativa pola Unidade (ApU), con el apoyo de Unión do Povo Galego y con Guillerme Vázquez para portavoz y Francisco Jorquera para candidato; una lista encabezada por Máis Galiza y Encontro Irmandiño (+G-EI), con el apoyo de Colectivo Socialista, Partido Nacionalista Galego-Partido Galeguista, Esquerda Nacionalista, Inzar, Unidade Galega y Espazo Socialista Galego, con Xosé Manuel Beiras para portavoz y Carlos Aymerich para candidato; y una lista de Movemento Galego ao Socialismo, encabezada por Rafael Vilar. Finalmente, Guillerme Vázquez resultó reelegido potavoz nacional con 2123 votos frente Xosé Manuel Beiras, con 1823 votos; y Francisco Jorquera candidato a la presidencia de la Junta con 2338 (53 %) frente a los 2043 votos (46 %) conseguidos por Carlos Aymerich. La Ejecutiva del partido se formó con 7 miembros de ApU, 7 de +G-EI y 1 de MGS; asimismo, la votación del Consello Nacional deparó 2164 apoyos (48 %) para ApU, 2026 (45 %) para +G-EI y 248 (5 %) para MGS.
Tras la citada asamblea, debido a las discrepancias ideológicas sobre las tesis políticas aprobadas, partidos como Encontro Irmandiño y Esquerda Nacionalista decidieron abandonar el Bloque Nacionalista. La corriente Máis Galiza, la segunda fuerza más votada tras UPG, y el Partido Nacionalista Galego-Partido Galeguista anunciaron asambleas propias para decidir su continuidad.
Así, finalmente el 11 de marzo de 2012 Máis Galiza decidió en Asamblea, con un 69% de los votos a favor, constituirse en partido político y abandonar el BNG. Xoán Bascuas resultó elegido Secretario Xeral de la formación y fueron aprobados unos nuevos estatutos y documento político. Sin embargo, su hasta entonces líder Carlos Aymerich anunció su continuidad en el BNG, así como previsiblemente el 29 % de la asamblea favorable a ello. Entre los que se opusieron a la escisión se encontraron dirigentes históricos del nacionalismo gallego como antiguo líder de Unidade Galega Camilo Nogueira Román o Xesús Veiga de Inzar. Pese a la escisión, la mayor parte de los cargos electos de Máis Galiza, esto es, 11 alcaldes, diversos concejales y los 4 diputados autonómicos, optaron por no abandonar el BNG.
En mayo de 2012, Máis Galiza se integra junto a los partidos Acción Galega y Espazo Ecosocialista Galego en una plataforma conjunta denominada Compromiso por Galicia, con vistas a formar un referente nacionalista gallego alternativo que aglutine un espectro ideológico desde el centro progresista a la socialdemocracia y la izquierda ecologista.